# I Don’t Know Anything
I Don’t Know Anything – drugi singel promujący debiutancki album studyjny Above supergrupy Mad Season. Ukazał się w 1995 roku, nakładem wytwórni fonograficznej Columbia. Utwór został zamieszczony na siódmej pozycji na płycie, trwa 5 minut i 1 sekundę, i prócz kompozycji „River of Deceit”, „Lifeless Dead”, „Long Gone Day” oraz „All Alone”, należy do najkrótszych utworów na albumie. Autorem tekstu jest wokalista Layne Staley, muzykę skomponowali wspólnie gitarzysta Mike McCready, basista John Baker Saunders oraz perkusista Barrett Martin.
Utwór w późniejszym czasie znalazł się również na koncertowym albumie zespołu - Live at The Moore, wydanym w tym samym roku, z zapisem koncertu jaki się odbył 29 kwietnia w Seattle.

## Informacje o utworze
Utwór „I Don’t Know Anything” wyróżnia się spośród pozostałych kompozycji zawartych na albumie Above, swoim brzmieniem. Charakterystyczną cechą utworu jest takt połączony z efektem gitarowym overdrive, podczas którego wydobywany jest flażolet. Wraz z utworami „X-Ray Mind” oraz „Lifeless Dead”, należy do utworów, gdzie gitara elektryczna odgrywa pierwszoplanową rolę. Ponadto jest to jedyny utwór w dorobku Mad Season, w którym Staley gra na gitarze rytmicznej.
Autorami muzyki są gitarzysta Mike McCready, basista John Baker Saunders oraz perkusista Barrett Martin. Tekst do utworu jest autorstwa Staleya.

## Wydanie i odbiór singla
Singel z utworem „I Don’t Know Anything” ukazał się w 1995 roku, jako drugi, promujący album Above. Okazał się sporym sukcesem, docierając do 20. pozycji listy Mainstream Rock Tracks.
Recenzent serwisu rockmetal.pl Krzysztof Bronowski w swym artykule zauważa, że „jedynie „I Don’t Know Anything” zdaje się nie pasować do całości, mam podstawy podejrzewać, że został on, w większości, jeśli nie cały, skomponowany przez Staleya, który w swojej karierze w Alice in Chains kilka razy pokazał swoje umiejętności budowania bardzo prostych i wpadających w ucho utworów”.
Poza Stanami Zjednoczonymi, singiel został wydany również między innymi na rynku w Austrii. Wydanie europejskiego singla, zostało poszerzone w stosunku do wydania amerykańskiego o koncertowe wersje utworów „River of Deceit”, „X-Ray Mind”, „I Don’t Know Anything” oraz „All Alone” i instrumentalny „November Hotel”.

## Utwór na koncertach
Utwór „I Don’t Know Anything” został zagrany na wszystkich ośmiu koncertach, jakie zagrał zespół. Zadebiutował 12 października 1994 roku w Crocodile Cafe. Ostatni raz, został wykonany podczas koncertu jaki odbył się 29 kwietnia 1995 roku w Moore Theatre. Występ grupy został wówczas zarejestrowany, i 29 sierpnia ukazał się na albumie koncertowym Live at The Moore. Utwór został także wykonany podczas występu w dla audycji radiowej, jaki miał miejsce 8 stycznia 1995 roku w domu Eddiego Veddera, wokalisty grupy Pearl Jam.

## Lista utworów na singlu
Single CD: (Austria)
| Nr. |  | Tytuł                               | Tekst        | Muzyka                                               | Długość |
| --- |  | ----------------------------------- | ------------ | ---------------------------------------------------- | ------- |
| 1.  |  | „River of Deceit” (live)            | Layne Staley | Mike McCready / John Baker Saunders / Barrett Martin | 4:54    |
| 2.  |  | „I Don’t Know Anything” (live)      | Layne Staley | Mike McCready / John Baker Saunders / Barrett Martin | 5:58    |
| 3.  |  | „X-Ray Mind” (live)                 | Layne Staley | Mike McCready / John Baker Saunders / Barrett Martin | 5:41    |
| 4.  |  | „All Alone”/„November Hotel” (live) | Layne Staley | Mike McCready / John Baker Saunders / Barrett Martin | 18:44   |

- Koncertowe wersja utworów zostały zarejestrowane podczas koncertu w Moore Theatre w Seattle 29 kwietnia 1995 roku.

Single CD: (Stany Zjednoczone)
| Nr. |  | Tytuł                   | Tekst        | Muzyka                                               | Długość |
| --- |  | ----------------------- | ------------ | ---------------------------------------------------- | ------- |
| 1.  |  | „I Don’t Know Anything” | Layne Staley | Mike McCready / John Baker Saunders / Barrett Martin | 5:01    |

## Twórcy
Opracowano na podstawie materiału źródłowego:
Mad Season
- Layne Staley – śpiew, gitara rytmiczna
- Mike McCready – gitara prowadząca
- John Baker Saunders – gitara basowa
- Barrett Martin – perkusja

Produkcja
- Nagrywany: koniec 1994 w Bad Animals Studio w Seattle, Waszyngton
- Producent muzyczny: Brett Eliason, Mad Season
- Miksowanie: Brett Eliason
- Inżynier dźwięku: Brett Eliason, Sony Felho
- Asystent inżyniera dźwięku: Sam Hofstedt
- Mastering: Howie Weinberg w Masterdisk Studio w Nowym Jorku
- Projekt okładki, ilustracje, dyrektor artystyczny: Mad Season
- Zdjęcia: Lance Mercer
- Design: Gabrielle Raumberger

- Aranżacja: Mike McCready, John Baker Saunders, Barrett Martin
- Tekst utworu: Layne Staley

## Notowania
| Lista (1995)           | Pozycja |
| ---------------------- | ------- |
| Mainstream Rock Tracks | 20      |